# Giges
Giges o Gíes (en griego: Γύης, Gýēs o Γύγης, Gýgēs; en latín: Giges; ‘nacido de la tierra’),  era, en la mitología griega, uno de los Hecatónquiros, gigantes de cien brazos y cincuenta cabezas hijos de Urano y Gea, y hermano de Briareo y Coto.
A diferencia de su hermano Briareo, Giges no tiene historia propia. Al igual que sus hermanos tras la Titanomaquia Zeus le permitió vivir en un palacio sobre las raíces del río Océano.   Al menos Higino lo cree, en cambio, uno de los titanes. Graves dice que otro de los nombres de Giges es gigas, esto es «gigante».

## Otros personajes homónimos
Giges es también el nombre de uno de los compañeros de Eneas en Italia. Lo mató Turno, el adversario de Eneas en ese país.